# János Drapál

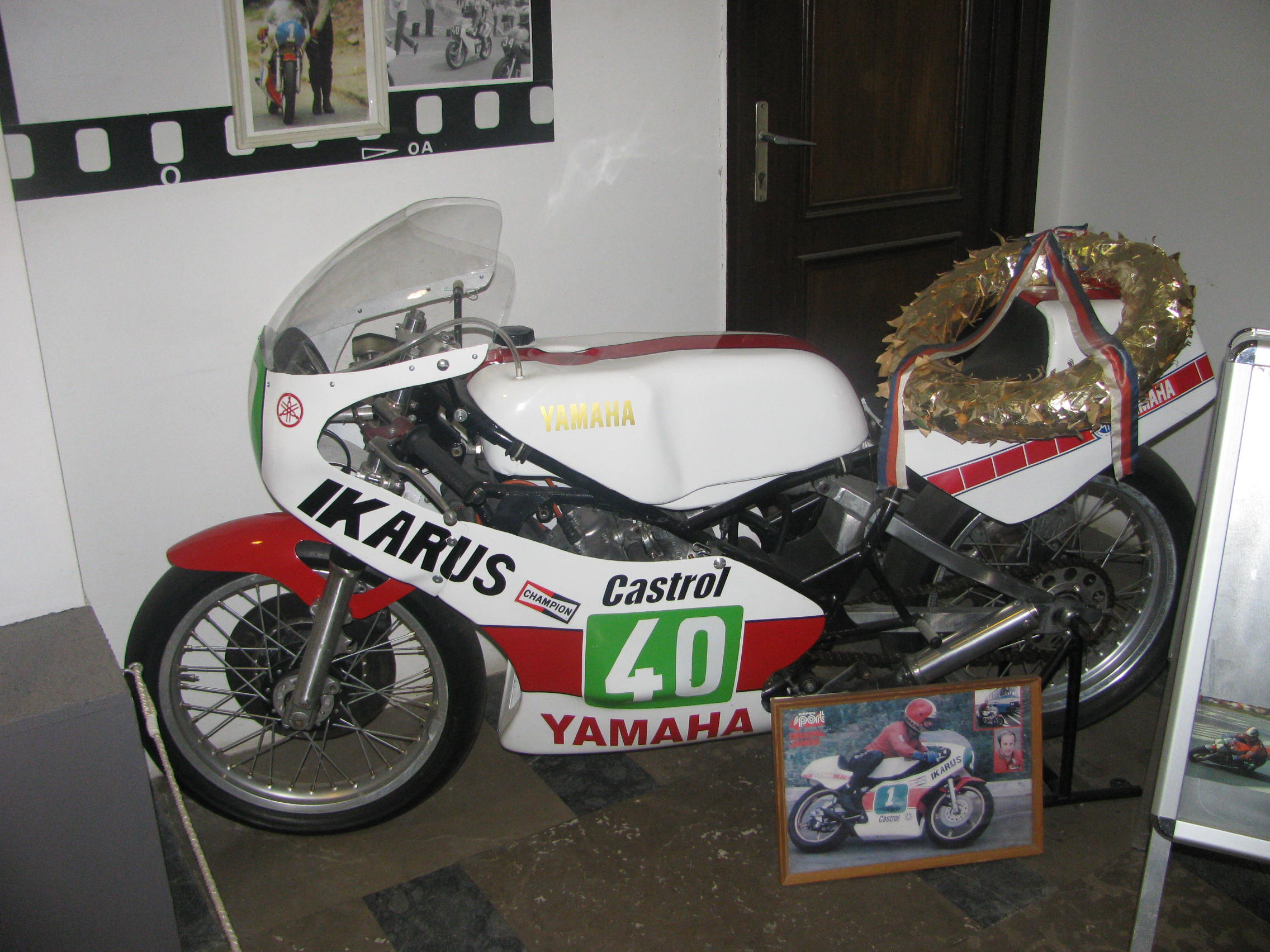
Een Yamaha-motorfiets van János Drapál.

János Drapál (Boedapest, 3 februari 1948 - Piešťany, 11 augustus 1985) was een Hongaars motorcoureur. Hij is viervoudig Grand Prix-winnaar in het wereldkampioenschap wegrace.

## Carrière
De motorsportcarrière van Drapál speelde zich voornamelijk af in Oost-Europa. Vanwege de Koude Oorlog nam hij nooit deel aan een volledig seizoen van het wereldkampioenschap wegrace. Tussen 1971 en 1984 behaalde hij negen titels in het Hongaars kampioenschap wegrace. In 1969 debuteerde hij in de 350 cc-klasse van het WK wegrace op een Aermacchi tijdens de Grand Prix van de Adriatische Zee, waarin hij negende werd. In 1970 reed hij in de 125 cc- en 350 cc-klasses in Duitsland op respectievelijk een MZ en een Aermacchi. Ook werd hij tiende in de 125 cc-race in Italië.
In 1971 reed Drapál WK-races in de 125 cc voor MZ en de 250 cc- en 350 cc-klasses voor Yamaha. In de 250 cc behaalde hij zijn eerste Grand Prix-overwinning in Tsjecho-Slowakije. In de 125 cc kwam hij niet verder dan een zevende plaats in Oostenrijk. In 1972 kwam hij uit in zowel de 250 cc als de 350 cc voor Yamaha. In de 250 cc was een vierde plaats in de DDR zijn beste resultaat, terwijl hij in de 350 cc een overwinning behaalde in Joegoslavië en een podiumplaats in de seizoensfinale in Spanje. Hierdoor werd hij met 41 punten achtste in deze klasse, wat zijn hoogste kampioenschapsfinish ooit is. In 1973 reed hij in de 250 cc, de 350 cc en de 500 cc voor Yamaha. In de 350 cc behaalde hij zijn laatste twee Grand Prix-zeges in Oostenrijk en Joegoslavië, maar in de 500 cc wist hij geen enkele race te finishen.
In 1974 kwam Drapál uit in diverse races in de 250 cc-, 350 cc- en 500 cc-klasses, maar kwam hij geen enkele keer aan de finish. Ook in 1975, toen hij enkel in de 250 cc en 350 cc uitkwam, reed hij geen races uit. In 1976 behaalde hij zijn laatste punten in de 250 cc met een negende plaats in Joegoslavië en behaalde hij zijn enige 500 cc-finish met een dertiende plaats in Tsjecho-Slowakije. In 1977 reed hij voor het eerst in zes jaar races in de 125 cc op een Morbidelli, waarin hij in Oostenrijk WK-punten scoorde met een zevende plaats. In de 250 cc werd hij dat jaar elfde in zijn enige race in Tsjecho-Slowakije, terwijl hij in de 350 cc in twee starts geen enkele keer aan de finish kwam.
In 1978 kwam Drapál in vier starts, verdeeld tussen de 250 cc en de 350 cc, niet aan de finish. In 1979 reed hij zijn enige Grand Prix in de 250 cc voor Yamaha in Tsjecho-Slowakije, maar reed deze niet uit. In 1980 stapte hij in de 125 cc-klasse over naar een MBA, maar bleef hij in de 250 cc en 350 cc op een Yamaha rijden. In de 125 cc werd hij zesde in Tsjecho-Slowakije, maar in de rest van het jaar reed hij in geen enkele klasse een andere race uit. In 1981 werd hij in de 125 cc zevende in Duitsland, terwijl hij in de 350 cc geen races uitreed. In 1982 schreef hij zich in voor zijn laatste Grands Prix, die hij op een Bartol-Morbidelli reed. In zowel Oostenrijk als Tsjecho-Slowakije kwam hij niet aan de finish.
Op 11 augustus 1985 kwam Drapál op 37-jarige leeftijd om het leven bij een ongeluk tijdens een race op het vliegveld van het Tsjecho-Slowaakse Piešťany, toen hij in aanraking kwam met een marshall. Op 1 augustus 2008 werd in zijn woonplaats Pilisszentiván een straat naar hem vernoemd.